# Kirk Muyres
Kirk Muyres est un curleur canadien né le 29 juin 1990.

## Biographie
Kirk Muyres remporte la médaille de bronze au Championnat du monde double mixte de curling 2018 à Östersund avec Laura Crocker.